# تشارلز رووي
تشارلز رووي (27 نوفمبر 1951 في الصين - ) هو لاعب كريكت صيني. شارك مع منتخب هونغ كونغ للكريكت. أما مع النوادي، فقد لعب مع نادي مقاطعة غلاموركن للكريكت ‏ وKent County Cricket Club ‏.

## وصلات خارجية
- تشارلز رووي على موقع إي آس بي آن كريك إنفو (الإنجليزية)